# Massa d'Albe
Massa d'Albe är en ort och kommun i provinsen L'Aquila i regionen Abruzzo i Italien. Kommunen hade −1 448 invånare (2018).